# Рудничный газ
Ру́дничный газ — в основном метан (CH4) — горючий, бесцветный газ, выделяющийся из каменноугольных (метан угольных пластов), иногда металлических и каменно-соляных рудников, и в смеси с воздухом (6—16 об. рудничного газа на 94—84 об. воздуха) образующий гремучую смесь, воспламенение которой в рудниках приводит к взрывам и, часто, к многочисленным человеческим жертвам.
В порах угля и окружающих горных породах рудничный газ зачастую находится под значительным давлением (до 30 атм.). Его выделение может быть постепенным или внезапным, наиболее опасно второе. Запах рудничного газа зависит от примеси паров тяжёлых углеводородов.

## «Кающийся грешник»
В старину, до того как была изобретена шахтёрская лампочка, газу обычно давали распространиться по галереям и смешаться с воздухом. Затем эту смесь поджигали — конечно, предварительно удалив рабочих, — и она взрывалась. Человека, который производил взрыв, в Англии называли «Пожарным», а во Франции «Кающимся грешником». На него надевали мокрое платье, маску со стеклом для защиты глаз и в руки давали длинный шест с факелом на конце. «Пожарный» ложился наземь и полз в галерею, наполненную газом. Там он находился до тех пор, пока не раздавался взрыв.